# 13,2mm kulomet typu 3
13,2mm kulomet typu 3 byl japonský těžký kulomet masivně využívaný v pozdější fázi druhé světové války. Jeho základem byl americký kulomet Browning M2.
Jeho letecká varianta tvořila výzbroj některých posledních japonských námořních stíhacích letadel včetně A6M5 (Zero) a A7M.